# Metolius, Oregon

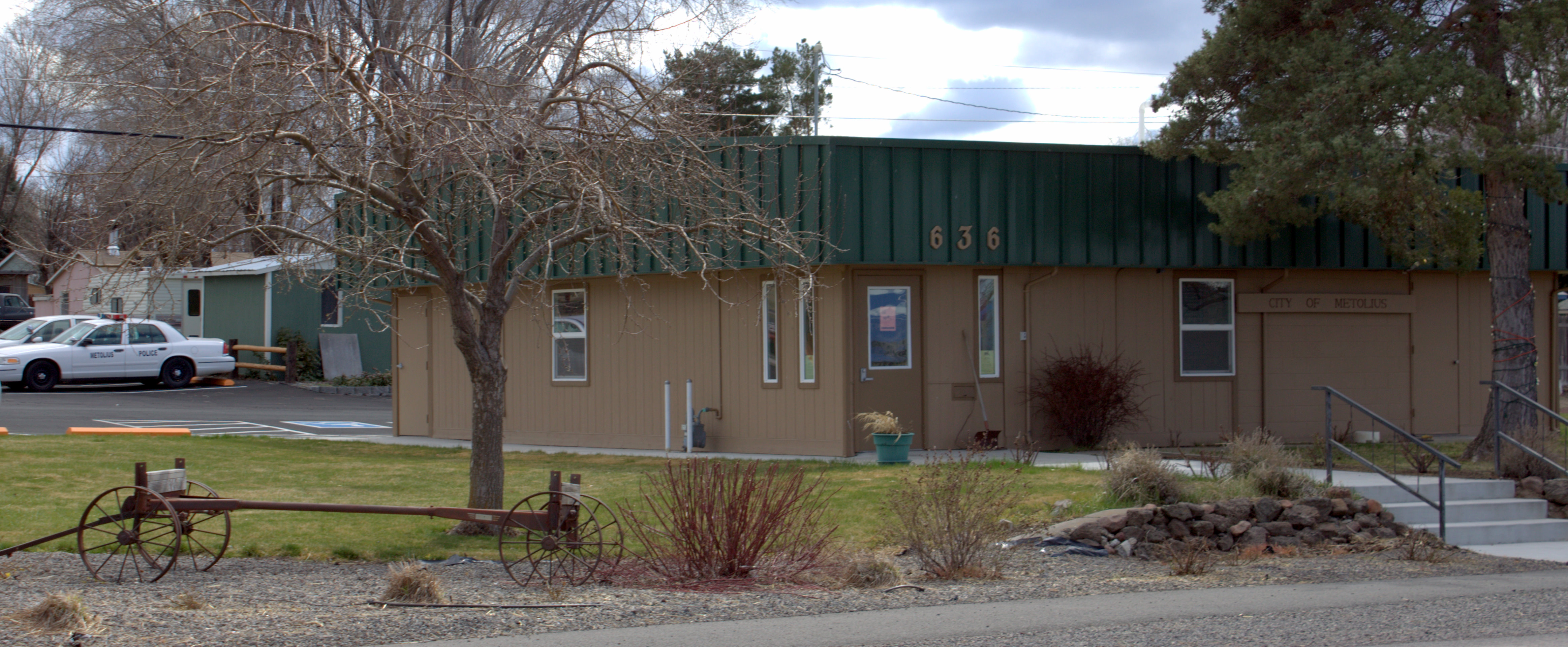
Metolius City Hall

Metolius är en ort i Jefferson County, Oregon, USA. Antalet invånare var 880 personer enligt folkräkningen 2010. Enligt United States Census Bureau är Metolius yta 1,0 kvadratkilometer land. Samhället delar postnummer med det närliggande Madras.
Skådespelaren River Phoenix föddes i Metolius.